# Niszczyciele rakietowe typu Spruance
Niszczyciele rakietowe typu Spruance – seria 30 amerykańskich niszczycieli rakietowych, które wchodziły do służby w latach 1973–1979. W 2005 ostatnia jednostka tego typu została wycofana ze służby w  US Navy. Nazwa serii okrętów pochodzi od nazwiska amerykańskiego admirała Raymonda Spruance'a.

## Historia
Pod koniec lat 60 w US Navy pojawiło się zapotrzebowanie na nowy niszczyciel przeznaczony do ochrony przed okrętami podwodnymi, grup uderzeniowych  wyposażonych w lotniskowce.
Niszczyciele typu Spruance zostały zaprojektowane w celu zastąpienia serii niszczycieli pochodzących z II wojny światowej, typu Allen M. Summer i Gearing. Środki na budowę pięciu pierwszych okrętów zostały przewidziane w budżecie obronnym na rok 1969. Po wstrzymaniu finansowania, a następnie ponownym przydzieleniu środków z budżetu na rok 1970, zamówiono pierwsze trzy jednostki typu. Środki na budowę kolejnych okrętów miały pochodzić z pięciu kolejnych lat budżetowych. Łącznie zamówiono 30 okrętów które miały być budowane w stoczni Ingalls Shipbuilding. Stocznia ta jako jedyna miała budować okręty tego typu, co w założeniu miało obniżyć koszty i przyśpieszyć budowę serii.
Główna funkcją okrętów było zwalczanie okrętów podwodnych z możliwością zwalczania celów powietrznych. Przebudowa której poddano 24 jednostki dodała do możliwości okrętów także zwalczanie celów nawodnych i lądowych.
Okręty typu Spruance były pierwszymi dużymi jednostkami US Navy wyposażonymi w napęd składający się z turbin gazowych. Modułowa konstrukcja okrętów ułatwiała montaż wyposażenia i uzbrojenia, a także podatność na modernizacje.
Bazując na typie Spruance opracowano koncepcję budowy śmigłowcowca. Projekt z powodu wysokich kosztów został jednak zarzucony, a zamówioną jednostkę ukończono (USS „Hayler”) w standardowej dla niszczycieli konfiguracji.
Opierając się na projekcie okrętów typu Spruance opracowano dla Iranu serię czterech jednostek, które po wybuchu w tym kraju rewolucji zostały przejęte przez US Navy, gdzie nosiły oznaczenie typ Kidd.
Proces wycofywania okrętów ze służby rozpoczął się w 1998, a zakończył w 2005
Rozwiązania techniczne zastosowane na okrętach okazały się na tyle udane że znalazły zastosowanie na późniejszych jednostkach typu Kidd i Ticonderoga.